# William James Sidis
William James Sidis (1. dubna 1898 – 17. července 1944) byl americký génius, disponoval mimořádnými matematickými a jazykovými schopnostmi. V dětství byl označován za zázračné dítě, v dospělosti za vyhořelého podivína žijícího v ústraní. Pod různými pseudonymy publikoval práce pokrývající celou škálu témat, matematice se však v pozdějším věku úplně vyhýbal.

## Životopis

### Rodina a dětství (1898–1909)
Narodil se v New Yorku do rodiny ukrajinských židovských přistěhovalců. Jeho otec, Dr. Boris Sidis kvůli politickému pronásledování emigroval do Spojených států v roce 1887. Williamova matka, Dr. Sarah Mandelbaum Sidisová, utekla spolu s rodinou před pogromy v roce 1889. Sarah studovala na Bostonské univerzitě, kde získala doktorát z medicíny. Williama pojmenovali po jeho kmotru, Borisově kolegovi a příteli, americkém filozofovi Williamu Jamesovi. Boris získal doktorát na Harvardu, kde později vyučoval psychologii. Jako psychiatr napsal mnoho průkopnických článků a knih v oblasti abnormální psychologie. Boris byl polyglotem, stejně jako se jím v dětství stal William.
Sidisovi byli pro svou víru, že má být již u dítěte rozvíjena láska k poznání, kritizováni. William již v 18 měsících četl New York Times, do osmi let se údajně sám naučil osm jazyků (latina, řečtina, francouzština, ruština, němčina, hebrejština, turečtina a aramejština) a vytvořil svůj vlastní, který nazval Vendergood.

### Harvard a studijní léta (1909–1915)
Mladý Sidis se v roce 1909 stal nejmladším studentem Harvardu, přestože první otcovu žádost o zapsání kvůli nízkému věku univerzita zamítla (Sidisovi tehdy bylo 9 let). Bylo mu 11 let a Harvard jej přijal pod záštitou programu podporující mladé nadané studenty. Do skupiny speciálních studentů mimo Sidise patřili matematik Norbert Wiener, Buckminster Fuller a skladatel Roger Sessions. V roce 1910 byla Sidisova matematická vybavenost natolik pokročilá, že přednášel čtyřrozměrné soustavy v Harvardském Matematickém klubu. Daniel Frost Comstock, profesor MIT, předpověděl, že ze Sidise bude skvělý matematik a v budoucnosti se v tomto oboru stane předním odborníkem. Bakalářské studium dokončil s vyznamenáním 18. června 1914 a pokračoval v dalším studiu (GSAS).
Krátce po promocích sdělil novinářům, že chce žít dokonalý život, což pro něj znamenalo žít v ústraní. V časopise Boston Herald slibuje, že zůstane svobodný a nikdy se neožení, protože jej ženy nepřitahují. Později se ale hluboce zamiloval do mladé dívky Marthy Foley.

### Výuka a pozdější vzdělání (1915–1919)
Po potyčce se skupinkou harvardských studentů zajistili Sidisovi rodiče práci asistenta matematiky na Riceově univerzitě (dříve William Marsh Rice Institute) v Houstonu v Texasu. Na univerzitu dorazil jako sedmnáctiletý v prosinci 1915. V této době pracoval na dokončení doktorátu. Sidis vyučoval tři předměty – euklidovskou geometrii, neeuklidovskou geometrii a trigonometrii (skripta elementární geometrie napsal v řečtině). Po necelém roce, rozčarován členy katedry, učitelskými povinnostmi a chováním starších studentů, Sidis opouští funkci a navrátil se do Nové Anglie. Když se jej později přítel zeptal, proč odešel, odpověděl: „Hlavně vůbec nechápu, proč mi takovou práci nabídli – učit moc neumím. Neodešel jsem, požádali mě, abych odešel.“ Sidis opustil myšlenku dokončit doktorát z matematiky a v září 1916 se zapsal ke studiu práv na Harvardově univerzitě. Studium ukončil v posledním roce studia v dubnu 1919.

### Politické přesvědčení a zatčení (1919–1921)
V roce 1919, krátce po ukončení studia práv, byl Sidis zatčen za spoluúčast v květnovém socialistickém protestním pochodu, který propukl v násilí. Podle zákona Sedition Act z roku 1918 byl odsouzen k 18 měsícům vězení. Díky svému statusu celebrity, který si zajistil jako rekordně mladý absolvent Harvardu, se zatčení Sidise stalo novinovým trhákem. Během soudního přelíčení Sidis prohlásil, že zásadně nesouhlasí s povoláním vojáků do první světové války, nevěří v Boha a zastává myšlenky socialismu (později rozvinul vlastní filozofii kvazi-libertarianismu zdůrazňující práva jednotlivce a „Americkou společenskou kontinuitu“). Státní návladní na žádost Sidisova otce nechal do obdržení odvolání soudem Williama mimo vězení. Místo toho trávil s rodiči rok v jejich sanatoriu v New Hampshiru. Další rok pak v Kalifornii. Během pobytu v sanatoriu se jej rodiče snažili „napravit“ a vyhrožovali mu přesunutím do blázince.

### Pozdější léta (1921–1944)
Po návratu na Východní pobřeží v roce 1921 byl Sidis odhodlán vést nezávislý a soukromý život. Zajišťoval chod sčítacích strojů nebo jej živila další podřadná zaměstnání. Pracoval v New Yorku a s rodiči se přestal stýkat. Trvalo roky, než byl zbaven obvinění a mohl se tak vrátit do Massachusetts. Strach ze zatčení jej ale pronásledoval roky. Sbíral tramvajové lístky, publikoval články v časopisech a přednášel svou verzi Americké historie malým skupinkám zájemců z řad přátel.
V roce 1944 byl Sidis finančně odškodněn časopisem The New Yorker za článek z roku 1937, který podle Sidise obsahoval falešné informace. Pseudonymní článek pod názvem „Kdepak teď jsou?“ vykresloval Sidise jako samotáře žijícího v malém bytě oprýskané Jižní strany Bostonu. Nižší soudy vyloučily námitku Sidise, jakožto veřejné osoby, že se jedná o porušení soukromí. Sidis tvrdil, že jej článek vystavil veřejnému opovržení a posměchu a způsobil mu duševní trýzeň a ponížení. Soudce Charles Edward vyjádřil pro Sidise pochopení, vyloučil však možnost, že by „soudy mohly úplně zabránit odhalování intimních detailů soukromého života před slídivým tiskem.“
Sidis zemřel v Bostonu v roce 1944 na mozkové krvácení ve věku 46 let, stejně jako jeho otec v roce 1923 ve věku 56 let.

## Dílo a oblasti bádání
Sidisovo dílo je obdivuhodně rozmanité – od spisů o kosmologii k historii amerických Indiánů, přes obsáhlý a úplný systematický popis dopravních sítí a neméně přesné studie stavebnictví. Nedochovalo se několik odborných článků týkajících se antropologie, filologie a přepravních systémů. Vyslovil řadu myšlenek ohledně kosmologické reversibility, „sociální kontinuity“ a práv jednotlivce ve Spojených státech amerických.
V pojednání The Animate and the Inanimate (vydané v roce 1925) Sidis předpověděl výskyt oblastí prostoru, ve kterých druhý termodynamický zákon působí opačným směrem, než jak jej známe v našem prostoru. Dalo by se říci, že takto opačně působící procesy jsou aplikovatelné v mimogalaktickém prostoru. Sidis tvrdil, že hmota v těchto oblastech negeneruje světlo. Toto kosmologické pojednání, založeno na své teorii reversibility druhého termodynamického zákona, byla jediná práce vydaná pod pravým jménem.
V textu The Tribes and the States (kolem 1935) publikovaném pod pseudonymem John W. Shattuck, podává Sidis výpověď o 100 000 let (od pravěku až po rok 1828) staré historii obyvatel Severní Ameriky. Sidis tvrdí, že „Evropa byla jednoho času osídlena rudochy, stejně jako Amerika.“
Sidis byl „peridromofil“ (výraz pro lidi posedlými dopravními systémy). Pod pseudonymem Frank Folupa vydal pojednání o tramvajové dopravě, ve kterém popsal možnosti, jak zvýšit využití veřejné dopravy.
V roce 1930 získal patent na otočný věčný kalendář, který počítal s přestupnými roky. Jeho sestra Helena Sidisová prohlásila, že: Billy znal všechny světové jazyky, zatímco můj otec (Boris Sidis) znal jen 27. Pochybuji, že existoval jazyk, který Billy neznal. Sidis byl schopen naučit se nový jazyk za den.

## Odkaz
Abraham Sperling, ředitel Aptitude Testing Institute v New Yorku (kvalifikační srovnávací testy), tvrdil, že dle jeho měření měl Sidis „s přehledem IQ mezi 250–300", ale odhaduje se na 275. Sidisův otec jednou však testy inteligence odmítl s tím, že jsou „hloupé, přízemní, nesmyslné a naprosto nepřesné“.
„O čem však novináři nepsali, a zřejmě o tom ani nevěděli, bylo to, že i přes celá ta léta pokoutných zaměstnání neustále psal originální pojednání o historii, vládě, ekonomických a politických záležitostech. „Při návštěvě jeho matky jsem mohl spatřit kufr plný původních manuskriptů, které Bill napsal,“ vypovídá Sperling.
O životě a tvorbě Sidise, zejména myšlenkách týkajících se původních obyvatel Ameriky, vyčerpávajícím způsobem píše Robert Pirsig ve své knize Lila: Zkoumání morálních zásad (1991). Sidis je také diskutován v knize Ex-Prodigy – autobiografické knize matematika Norberta Wienera (1894–1964), který byl stejně jako Sidis zázračné dítě a byl jeho vrstevníkem na Harvardu.
Dánský spisovatel Morten Brask napsal fiktivní román, založený na Sidisově životě: Perfektní život Williama Sidise. Kniha byla vydána v Dánsku v roce 2011.

### Sidis v pozadí diskuze o metodě vzdělávání
Debata ohledně způsobu výchovy Sidise ovlivnila širší diskuzi na téma jak nejlépe vzdělávat děti. Noviny odsoudily výchovné metody Borise Sidise. Většina tehdejších pedagogů věřila, že k vychování dobrého občana by školy měly vystavit děti každodenním zkušenostem. Psychologové věřili v dědičnost inteligence (oni v ní snad již nevěří?), což vedlo k brzkému domácímu vzdělávání nadaných dětí. Obtíže, kterým Sidis čelil, vyvstávající zejména ze sociální struktury akademického prostředí, mohly utvořit názor proti podobně rychlému postupu ve vzdělání. Výsledky výzkumu plynoucí z posledních let nicméně ukazují, že má na většinu nadaných studentů zrychlení postupu vzdělání, např. ve formě vynechání stupně, pozitivní vliv. Výzkum také ukazuje, že podnětný studijní program může zmírnit emocionální problémy, často prožívané nadanými dětmi. Několik univerzit již přijalo tato zjištění a zavedlo možnost předčasného přijetí. O této tematice vydal The Davidson Institute for Talent Development příručku. Proti akceleraci vzdělání existuje spousta mýtů, které však nejsou většinově podpořeny výzkumem.
Sidis byl ve své době terčem uštěpačných poznámek tisku. The New York Times jej například označil za „neuvěřitelně vydařený výsledek vědeckého urychlovacího experimentu.“ Jeho matka se později vyjádřila, že podobnost mezi novinovým a skutečným Williamem byla nepatrná.